# Artur Łęczycki
Artur Łęczycki (* 5. Februar 2000) ist ein polnischer Leichtathlet, der sich auf den Sprint spezialisiert hat.

## Sportliche Laufbahn
Erste internationale Erfahrungen sammelte Artur Łęczycki im Jahr 2018, als er bei den U20-Weltmeisterschaften in Tampere mit der polnischen 4-mal-100-Meter-Staffel mit 39,99 s in der Vorrunde ausschied. 2021 gelangte er bei den U23-Europameisterschaften in Tallinn mit der Staffel in 39,67 s auf den vierten Platz. 2025 schied er bei den World University Games in Bochum mit 10,83 s im Halbfinale über 100 Meter aus und belegte mit der Staffel in 39,81 s den siebten Platz.
2020 wurde Wykrota polnischer Meister in der 4-mal-100-Meter-Staffel.

## Persönliche Bestzeiten
- 100 Meter: 10,40 s (+1,3 m/s), 14. Juni 2025 in Łódź
  - 60 Meter (Halle): 6,75 s, 9. Februar 2025 in Spała
- 200 Meter: 21,74 s (+0,1 m/s), 25. Juni 2018 in Włocławek
  - 200 Meter (Halle): 22,18 s, 27. Januar 2019 in Toruń